# Pigeoniet
Het mineraal pigeoniet is een magnesium-ijzer-calcium-inosilicaat, een verbinding van twee inosilicaationen met magnesium, ijzer en calcium met de molecuulformule (Mg,Fe2+,Ca)(Mg,Fe2+)Si2O6. Het is een clinopyroxeen en een inosilicaat. Het is groenbruin tot bruin of zwart, heeft een grijswitte streepkleur en een doffe tot glasglans. De splijting is goed volgens het kristalvlak [110] en het heeft een monoklien kristalstelsel. Het heeft een massadichtheid van 3,38 kg/l, de hardheid is 6 en het is niet radioactief. Pigeoniet is een algemeen pyroxeen in stollings- en metamorf gesteente. Het wordt onder andere in de Belmont groeve gedolven, in Louden County in Virginia.